# Schweizer Alpine Skimeisterschaften 2004
Die Schweizer Alpinen Skimeisterschaften 2004 fanden vom 21. bis 28. März 2004 in Les Crosets statt. Die Abfahrten konnten nicht durchgeführt werden und wurden ersatzlos gestrichen.

## Herren

### Super-G
| Platz | Name                   | Zeit        |
| ----- | ---------------------- | ----------- |
| 01    | Konrad Hari            | 1:26,80 min |
| 02    | Didier Cuche           | 1:27,12 min |
| 03    | Samuel Perren          | 1:27,45 min |
| 04    | Tobias Grünenfelder    | 1:27,67 min |
| 05    | Paul Accola            | 1:27,69 min |
| 06    | Claudio Sprecher (LIE) | 1:27,89 min |
| 07    | Grégoire Farquet       | 1:28,04 min |
| 08    | Ambrosi Hoffmann       | 1:28,29 min |
| 09    | Ralf Kreuzer           | 1:28,45 min |
| 10    | Daniel Albrecht        | 1:28,46 min |
|       | Michael Zahnd          | 1:28,46 min |

Datum: 27. März 2004

### Riesenslalom
| Platz | Name                  | Zeit        |
| ----- | --------------------- | ----------- |
| 01    | Didier Défago         | 1:57,09 min |
| 02    | Daniel Albrecht       | 1:58,25 min |
| 03    | Michael Riegler (LIE) | 1:58,67 min |
| 04    | Didier Cuche          | 1:58,78 min |
| 05    | Tobias Grünenfelder   | 1:59,07 min |
| 06    | Samuel Perren         | 1:59,20 min |
| 07    | Michael Zahnd         | 1:59,22 min |
| 08    | Patrick Küng          | 1:59,38 min |
| 09    | Silvan Zurbriggen     | 1:59,42 min |
| 10    | Ralf Kreuzer          | 1:59,55 min |

Datum: 28. März 2004

### Slalom
| Platz | Name                | Zeit        |
| ----- | ------------------- | ----------- |
| 01    | Urs Imboden         | 1:41,81 min |
| 02    | Marc Berthod        | 1:42,63 min |
| 03    | Michael Weyermann   | 1:42,78 min |
| 04    | Silvan Zurbriggen   | 1:42,80 min |
| 05    | Daniel Albrecht     | 1:43,13 min |
| 06    | Markus Ganahl (LIE) | 1:43,16 min |
| 07    | Patrick Küng        | 1:43,21 min |
| 08    | Sandro Viletta      | 1:43,36 min |
| 09    | Roger Zweifel       | 1:44,31 min |
| 10    | Carlo Janka         | 1:44,73 min |

Datum: 21. März 2004

### Kombination
| Platz | Name              |
| ----- | ----------------- |
| 01    | Daniel Albrecht   |
| 02    | Silvan Zurbriggen |
| 03    | Patrick Küng      |

## Damen

### Super-G
| Platz | Name                 | Zeit        |
| ----- | -------------------- | ----------- |
| 01    | Fränzi Aufdenblatten | 1:22,44 min |
| 02    | Nadia Styger         | 1:23,33 min |
| 03    | Nadja Kamer          | 1:23,48 min |
| 04    | Catherine Borghi     | 1:23,77 min |
| 05    | Martina Schild       | 1:23,89 min |
| 06    | Sylviane Berthod     | 1:24,08 min |
| 07    | Ella Alpiger         | 1:24,33 min |
| 08    | Miriam Gmür          | 1:24,46 min |
| 09    | Martina Caminada     | 1:24,49 min |
| 10    | Jessica Pünchera     | 1:24,52 min |

Datum: 28. März 2004

### Riesenslalom
| Platz | Name                 | Zeit        |
| ----- | -------------------- | ----------- |
| 01    | Lilian Kummer        | 2:06,30 min |
| 02    | Sonja Nef            | 2:06,43 min |
| 03    | Nadja Kamer          | 2:07,97 min |
| 04    | Nadia Styger         | 2:08,25 min |
| 05    | Eliane Volken        | 2:08,53 min |
| 06    | Sylviane Berthod     | 2:08,84 min |
|       | Sarah Schädler (LIE) | 2:08,84 min |
| 08    | Martina Bühler       | 2:08,92 min |
| 09    | Marlies Oester       | 2:08,93 min |
| 10    | Fränzi Aufdenblatten | 2:08,97 min |

Datum: 27. März 2004

### Slalom
| Platz | Name                 | Zeit        |
| ----- | -------------------- | ----------- |
| 01    | Sonja Nef            | 1:49,55 min |
| 02    | Corina Grünenfelder  | 1:51,20 min |
| 03    | Eliane Volken        | 1:51,93 min |
| 04    | Marina Nigg (LIE)    | 1:53,00 min |
| 05    | Lilian Kummer        | 1:53,66 min |
| 06    | Miriam Gmür          | 1:54,75 min |
| 07    | Dominique Gisin      | 1:55,92 min |
| 08    | Cornelia Städler     | 1:56,40 min |
| 09    | Sarah Schädler (LIE) | 1:57,29 min |
| 10    | Maude Crettenand     | 1:58,17 min |

Datum: 22. März 2004

### Kombination
| Platz | Name                 |
| ----- | -------------------- |
| 01    | Eliane Volken        |
| 02    | Miriam Gmür          |
| 03    | Sarah Schädler (LIE) |